# Polling (powiat Mühldorf am Inn)
Polling – miejscowość i gmina w Niemczech, w kraju związkowym Bawaria, w rejencji Górna Bawaria, w regionie Südostoberbayern, w powiecie Mühldorf am Inn, siedziba wspólnoty administracyjnej Polling. Leży około 5 km na południowy wschód od Mühldorf am Inn.

## Demografia
| Rok  | Liczba mieszk. |
| ---- | -------------- |
| 1970 | 2 828          |
| 1987 | 3 019          |
| 2000 | 3 416          |
| 2005 | 3 474          |

### Struktura wiekowa
Dane o ludności z 31 grudnia 2008:
| Opis                                | Ogółem | Ogółem | Kobiety | Kobiety | Mężczyźni | Mężczyźni |
| ----------------------------------- | ------ | ------ | ------- | ------- | --------- | --------- |
| Jednostka                           | osób   | %      | osób    | %       | osób      | %         |
| Populacja                           | 3362   | 100    | 1659    | 49,35   | 1703      | 50,65     |
| Wiek przedprodukcyjny (0–17 lat)    | 680    | 20,23  | 339     | 10,08   | 341       | 10,14     |
| Wiek produkcyjny (18–65 lat)        | 2061   | 61,3   | 987     | 29,36   | 1074      | 31,95     |
| Wiek poprodukcyjny (powyżej 65 lat) | 621    | 18,47  | 333     | 9,9     | 288       | 8,57      |

## Polityka
Wójtem gminy jest Hans Schmidbauer z CSU, wcześniej urząd ten obejmował Wilhelm Liebl, rada gminy składa się z 16 osób.
|      | CSU | UWG | FWPF | WG | Razem |
| 2008 | 8   | 5   | 3    | -  | 16    |
| 2002 | 8   | 5   | 2    | 1  | 16    |

## Oświata
W gminie znajduje się przedszkole (100 miejsc i 109 dzieci) oraz szkoła (15 nauczycieli, 240 uczniów).